# Anthony E. Zuiker

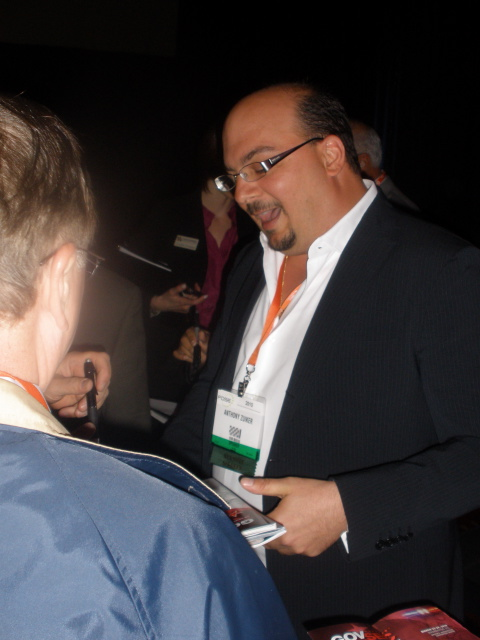
Anthony E. Zuiker (2010)

Anthony E. Zuiker (* 17. August 1968 in Blue Island, Illinois, USA) ist ein US-amerikanischer Drehbuchautor und Produzent. Bekannt ist er vor allem für das von ihm erfundene Fernsehformat CSI.

## Leben
Zuiker studierte Anglistik an der University of Nevada, Las Vegas. Mit seiner Frau Jennifer hat Zuiker drei Kinder, der jüngste Sohn kam am 12. März 2007 auf die Welt. 2011 reichte seine Frau die Scheidung ein. Bevor er mit der Idee zu CSI durch Jerry Bruckheimer berühmt wurde, fuhr er Gäste mit der Straßenbahn vom Kasinohotel Mirage zum Komplex Treasure Island hin und her.
Bei allen drei Serien des CSI-Franchise fungiert er als Produzent und teilweise auch als Autor. Bereits drei Mal hatte er Cameo-Auftritte in CSI: Den Tätern auf der Spur.
Für CSI: Den Tätern auf der Spur bekam er bereits drei Emmy-Nominierungen. Außer für seine eigene Serien arbeitete er auch schon 2007 an der TV-Produktion The Man und zuvor 1999 bei The Runner als Autor. 
2012 gründete er den YouTube Premium Channel „Black Box TV“, für den er Kurz- und Independentfilme aus dem Horror, Science-Fiction und Thrillerbereich zeigt.

## Preise & Nominierungen
- 3 Emmy-Nominierungen
- 1 Big Brother Award in der Kategorie „Kommunikation & Marketing“ (Negativpreis für „die Aushebelung von Bürgerrechten als Unterhaltungsprogramm“[6])

## Bücher
- 2009: Level 26 - Dunkle Seele, ISBN 978-3-7857-6027-7
- 2011: Level 26 - Dunkle Prophezeiung, ISBN 978-3-7857-6035-2
- 2012: Level 26 - Dunkle Offenbarung; ISBN 978-3-404-16771-5